# Lanceoporidae
Lanceoporidae é uma família de briozoários pertencentes à ordem Cheilostomatida.
Géneros:
- Calyptotheca Harmer, 1957
- Emballotheca Levinsen, 1909
- Lanceopora d'Orbigny, 1851
- Stephanotheca Reverter-Gil, Souto & Fernández-Pulpeiro, 2012